# Distrito de Raisen
Raisen (en hindi; रायसेन जिला) es un distrito de la India en el estado de Madhya Pradesh. Código ISO: IN.MP.RS.
Comprende una superficie de 8 466 km².
El centro administrativo es la ciudad de Raisen.

## Demografía
Según censo 2011 contaba con una población total de 1 331 699 habitantes, de los cuales 630 585 eran mujeres y 701 114 varones.

## Localidades
- Bareli
- Begamganj
- Dehgaon
- Gairatganj